# Еміне (мис)

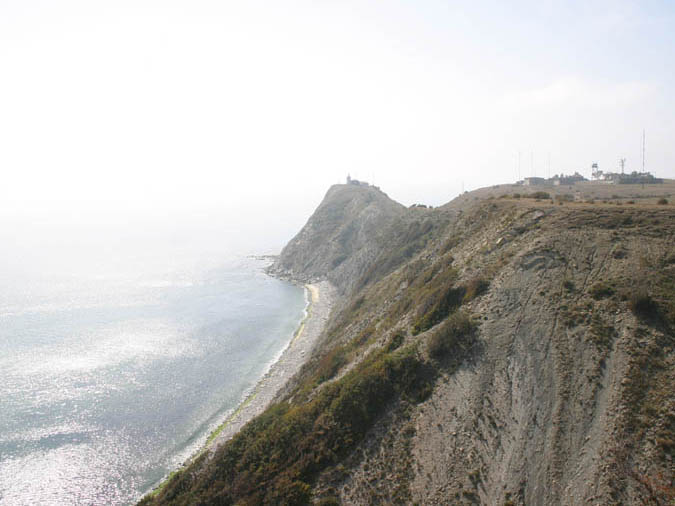
Мис Еміне

Мис Еміне (болг. Нос Емине) — мис на болгарському узбережжі Чорного моря. Розташований за 79 км на південь від Варни, 54 км на північ від Бургаса та 14 км на південь від Обзору. Мис є самою східною точкою хребта Старої Планини і вістрям Рогу Старої Планіни. Мис служить вододілом річок Двойниця і Хаджійська і умовно розділяє болгарське Чорноморське узбережжя на Північне і Південне. Мис Еміне вважається найштормливим мисом Болгарії.
Мис Еміне є майже прямовисною 60-метровою скелею, складену з вулканічних порфиров, в оточенні сотні підводних і виступаючих над водою скель, розкиданих більш ніж на 250 метрів від берега. Саме тому берег тут є надзвичайно небезпечним для судноплавства, і моряки обходять його здалеку. На мисі діє маяк.
У Середньовіччя на мисі Еміне стояла фортеця Емона. Її назва походить від Аемона, давньої назви Старої Планини. Сьогодні залишилися лише деякі руїни фортеці та залишки монастиря. Неподалік знаходиться село Емона.
Мис Еміне є кінцевою точкою європейського пішохідного маршруту Е3 (його болгарська ділянка також відома як «Ком-Еміне»).